# Заливанщина
Заливанщина (укр. Заливанщина) — село на Украине, находится в Калиновском районе Винницкой области.
Код КОАТУУ — 0521682403. Население по переписи 2001 года составляет 532 человека. Почтовый индекс — 22440. Телефонный код — 4333.
Занимает площадь 4,224 км².
В селе действует Свято-Троицкий храм Калиновского благочиния Винницкой епархии Украинской православной церкви.

## Адрес местного совета
22440, Винницкая область, Калиновский р-н, c. Заливанщина, ул. Калинина, 15